# Ivan Žabota
Ivan Žabota, slovenski slikar, * 15. december 1877, Podgradje, † 27. marec 1939, Bratislava

## Življenje in delo
Bil je nezakonski otrok Magdalene Žabota. Žabota je dve leti obiskoval deželno risarsko šolo v Gradcu, ob mecenstvu Frana Vidica pa je nadaljeval šolanje na Dunaju, kjer je v študijskem letu 1901/02 študiral na dunajski Akademiji uporabnih umetnosti in potem v letih 1902–1904 študij nadaljeval v Pragi. Do leta 1917 je živel na Dunaju in Budimpešti, nato pa se je za stalno naselil na Slovaškem, kjer je imel kot pripadnik narodno orientiranih umetnikov vidno mesto v tamkajšnjem kulturnem življenju.
Žabota je ustvarjal predvsem v olju. Zelo ga je privlačil folklorni žanr, veliko pa je tudi portretiral. V njegovih delih je sprva prevladoval tonski ateljejski realizem, ki se v intimno ubranih interierih z začetka 20. st. preveša v secesijska razpoloženja in čistejše slikarske rešitve. Z leti pa je vse bolj težil k romantično-idealistični, v preteklost zazrti estetiki in posebno portretom dajal salonski lesk. Umrl je v Bratislavi, verjetno 27. marca 1939.